# Månlungmossa
Månlungmossa (Lunularia cruciata) är en Levermossa som först beskrevs av Carl von Linné, och fick sitt nu gällande namn av Barthélemy Charles Joseph Dumortier och Sextus Otto Lindberg.  Enligt Artdatabanken ingår månlungmossa i släktet Lunularia och familjen Lunulariaceae. Arten är reproducerande i Sverige. Inga underarter finns listade i Catalogue of Life.

## Bildgalleri

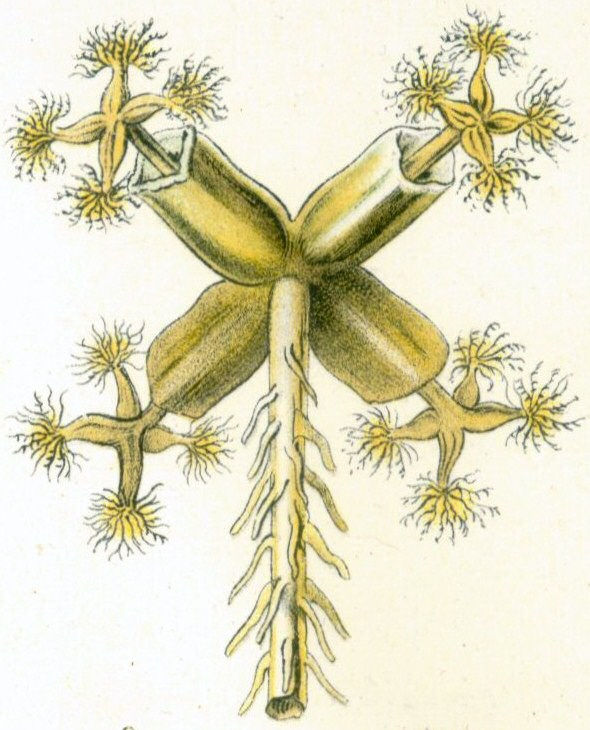